# Attigny (Ardeny)
Attigny – miejscowość i gmina we Francji, w regionie Grand Est, w departamencie Ardeny.
Według danych na rok 1990 gminę zamieszkiwało 1216 osób, a gęstość zaludnienia wynosiła 106 osób/km².